# Peptidoglican

Structura peptidoglicanului este tip reţea, în lanţurile liniare alternând N-acetil-glucozamina (GlcNAc sau NAG) şi acidul N-acetil-muramic (MurNAc or NAM)

Peptidoglicanul (numit și mureină sau mucopeptid) formează peretele celular bacterian. Se compune dintr-o parte glucidică (sau polizaharid) și o parte peptidică. Polizaharidul este un polimer de glicozaminopeptide în care N-acetil-glucozamina (GlcNAc sau NAG) și acidul N-acetil-muramic (MurNAc sau NAM) sunt legați prin legături ozidice {\displaystyle \beta (1\rightarrow 4)}, legături ce pot fi distruse de lizozim. NAM este un compus specific al pereților celulelor bacteriene. Două polizaharide sunt legate prin punți peptidice la nivelul NAM, punți formate între diferiți aminoacizi: D-alanina, L-alanina, acidul glutamic, L-lizina sau acidul diaminopimelic (analog al lizinei). Formele D ale aminoacizilor sunt specifice peretelui celular bacterian, negăsindu-se în alte structuri celulare. 
Peptidoglicanul formează peretele celular al bacteriilor Gram pozitive și Gram-negative, asigurând atât forma celulei cât și o protecție mecanică și fizică. Grosimea peretelui este mult mai mare la bacteriile numite Gram +, peretele fiind în contact direct cu mediul extracelular. Invers, la bacteriile Gram- grosimea peretelui de peptidoglicani este mai mică, peptidoglicanul fiind inclus între două membrane plasmatice. Această diferență, care oferă o reactivitate diferite a acestor două tipuri de celule pentru colorantul Gram, este la originea clasificării dihotomice a bacteriilor în „Gram pozitive” și „Gram negative”. 

## Structura chimică

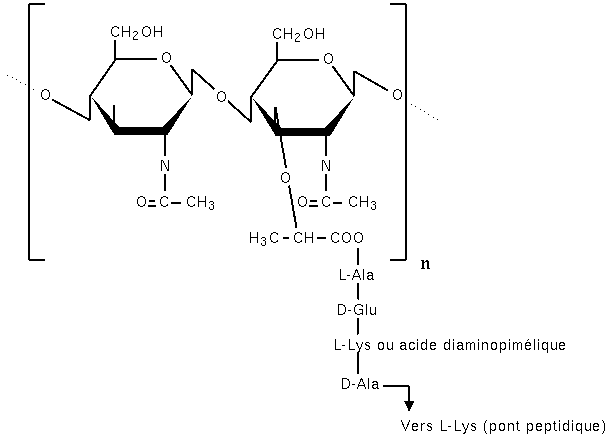
Structura chimică a unui monomer: o moleculă de N-acetil-glucozamină (la stânga) este legată de o moleculă de acid N-acetil-muramic.

- N-acetilglucozamina este un glucid legate în 2C printr-o amină secundară la un grup acetil;
- Acidul N-acetilmuramic = NAG + acid lactic legat printr-o legătură eter la C3 al glucozei;
- Peptidul care leagă între ele două molecule NAM aparținând a două lanțuri de polizaharide este legat printr-o legătură peptidică la acidul lactic al NAM.

## Efectul penicilinei
Penicilina inhibă sinteza peptidoglicanului de către bacterii intercalându-se în polimer. Sinteza fiind inhibată, sunt declanșate mecanismele de liză celulară (care nu sunt încă pe deplin elucidate): penicilina are deci un efect bactericid, ca și alte antibiotice din familia beta-lactaminelor. 